# 장호원중학교
장호원중학교(長湖院中學校)는 대한민국 경기도 이천시 장호원읍 노탑리에 있는 공립 중학교이다.

## 학교 연혁
- 1953년 1월 10일 : 장호원중학교 설립인가(사립)
- 1954년 7월 7일 : 장호원중, 고 병설 설립인가(공립)
- 1954년 7월 7일 : 장호원중학교 초대 이인관 교장 취임
- 1976년 3월 1일 : 장호원중, 고 분리
- 1978년 3월 1일 : 장호원중, 장호원여중 분리
- 2001년 4월 23일 : 장호원중, 장호원여중 통합추진 및 입법예고 공고
- 2002년 2월 8일 : 장호원여자중학교 제25회 졸업식(졸업생 106명, 누계 4,492명)
- 2002년 2월 15일 : 장호원중학교 제48회 졸업식(졸업생 130명, 누계 9,121명)
- 2002년 3월 1일 : 통합 제1대 임병조 교장 취임
- 2024년 1월 5일 : 장호원중학교 제70회(남,여 통합 제22회) 졸업식(졸업생 134명, 누계 18,520명)
- 2024년 3월 1일 : 통합 제7대 김성호 교장 취임
- 2024년 3월 4일 : 입학식(신입생 135명)

## 참고 자료
- 장호원중학교 - 한국교육학술정보원 학교알리미